# Saxifraga moncayensis
Saxifraga moncayensis là một loài thực vật có hoa trong họ Saxifragaceae. Loài này được D.A.Webb miêu tả khoa học đầu tiên năm 1963.